# Nguyễn Anh Khôi
Nguyễn Anh Khôi (sinh 11 tháng 1 năm 2002) là một vận động viên cờ vua Việt Nam. Tháng 9 năm 2019, Khôi được Liên đoàn Cờ vua Quốc tế phong là đại kiện tướng, và là kỳ thủ thứ 11 của Việt Nam đạt được danh hiệu này.

## Sự nghiệp
Khôi học cờ vua không phải quá sớm. Khi được 6 tuổi, thấy Khôi mải mê với trò chơi điện tử nên bố mẹ Khôi cho cậu làm quen với cờ vua. Chỉ một năm sau khi tiếp xúc với cờ vua, ở giải Năng khiếu trọng điểm, Khôi đã giành giải nhất. Sau đó, cậu đoạt luôn huy chương vàng toàn quốc lứa tuổi U7 ở Đồng Tháp.

### Giải cờ vua trẻ khu vực
Năm 2010, tại giải trẻ Đông Nam Á, Anh Khôi giành 6 huy chương vàng cá nhân và đồng đội lứa tuổi U8. Với thành tích này, Khôi chính thức được phong kiện tướng FIDE. Cũng trong năm này, cậu tiếp tục giành huy chương vàng cờ tiêu chuẩn cá nhân giải cờ vua trẻ châu Á lứa tuổi U8 .
Năm 2011, khi mới 9 tuổi, Khôi lần đầu tiên thi đấu ở lứa tuổi U10 tại Giải vô địch cờ vua trẻ châu Á và xếp hạng 7. Năm 2012, Khôi đoạt chức vô địch Đông Nam Á lứa tuổi U10 với 8 điểm / 9 ván . Tại giải vô địch cờ vua trẻ châu Á, tổ chức vào tháng 6 năm 2012 ở Sri Lanka, Khôi đoạt cú đúp huy chương vàng cờ tiêu chuẩn và cờ nhanh cá nhân lứa tuổi U10 .
Năm 2014, Anh Khôi giành cú đúp ngôi vô địch ở hai nội dung tiêu chuẩn và chớp ở lứa tuổi U12 tại Giải trẻ châu Á ở Uzbekistan. Em đều vượt qua kỳ thủ mạnh của chủ nhà, đồng thời là hạt giống số 1 tại giải Nodirbek Yakubboev ở cả hai nội dung.

### Giải vô địch cờ vua trẻ thế giới

#### 2010
Khôi lần đầu tiên tham dự Giải vô địch cờ vua trẻ thế giới ở lứa tuổi U8. Dù được xếp hạt giống số 1 nhưng Khôi đã để tuột huy chương khi thua ở ván cuối cùng .

#### 2012
Ở Giải vô địch cờ vua trẻ thế giới 2012 tổ chức vào tháng 11 tại Slovenia, Nguyễn Anh Khôi đại diện cho Việt Nam thi đấu ở lứa tuổi U10. Dù ban đầu theo Elo cậu chỉ xếp hạng 13  nhưng Khôi đã xuất sắc toàn thắng cả 11 ván đấu, trong đó có cả hạt giống số 1 ở lứa tuổi này, giành chức vô địch trước một vòng đấu , hơn đấu thủ xếp sau đến 2 điểm , đạt hiệu suất thi đấu lên đến 2665 và tăng hơn 70 điểm Elo qua giải . Khôi là kỳ thủ duy nhất đạt điểm tối đa, trở thành một trong hai hiện tượng tại giải đấu này (cùng với một kỳ thủ nữ 14 tuổi giành chức vô địch U18) .
Đồng thời Nguyễn Anh Khôi cũng giành huy chương duy nhất cho đoàn Việt Nam với 12 kỳ thủ tham dự ở các lứa tuổi .

#### 2013
Năm 2013 Anh Khôi không dự giải đấu này do những trục trặc về visa khiến người thân không thể đi cùng.

#### 2014
Năm 2014, Anh Khôi dự Giải cờ vua trẻ thế giới ở lứa tuổi 12 tại Nam Phi. Dù ban đầu theo Elo cậu chỉ xếp hạng 5 nhưng Khôi đã xuất sắc giành thêm một chức vô địch thế giới trẻ nữa với 8,5 điểm / 11 ván (+7 =3 –1), đồng điểm với 3 kỳ thủ khác và hơn hệ số phụ.
Trong lịch sử cờ vua, Khôi là kỳ thủ thứ hai vô địch cả hai nội dung U10 và U12 thế giới sau Etienne Bacrot của Pháp, cũng là kỳ thủ Việt Nam đầu tiên có hai chức vô địch thế giới trẻ.

### Các giải đấu khác

#### 2016
Tháng 4, tại Giải đồng đội châu Á, Anh Khôi cùng đồng đội giành hai huy chương bạc ở nội dung nhanh và chớp, đều thất bại trước Trung Quốc ở chung kết.
Tháng 5, Anh Khôi lên ngôi vô địch quốc gia lần đầu tiên. Sau 9 ván, Anh Khôi bất bại với 7,5 điểm (+6 =3), hơn á quân Đào Thiên Hải 1 điểm. Ở tuổi 14, Anh Khôi cân bằng thành tích vô địch quốc gia trẻ nhất của Từ Hoàng Thông và Đào Thiên Hải.

## Đời tư
Nguyễn Anh Khôi có thần tượng là kỳ thủ số một Việt Nam Lê Quang Liêm. Theo Khôi, cậu ngưỡng mộ Liêm không phải vì thành tích mà vì tính cách thân thiện, hòa đồng với mọi người và tôn trọng đối thủ.
Không chỉ dành thời gian cho cờ vua, Khôi còn chăm chỉ học tập các môn văn hoá. Cậu là cựu học sinh khóa 17 - 20 Trường Phổ thông Năng khiếu, Đại học Quốc gia Thành phố Hồ Chí Minh, hiện nay là sinh viên lứa đầu tiên của Viện Khoa học Sức khỏe, Trường Đại học VinUni, Hà Nội.
Tại những cuộc thi đấu quốc tế, Khôi có thể tự trả lời phỏng vấn chứ không cần sự giúp đỡ của phiên dịch . Cậu đạt đai nâu karatedo và hiện nay đang đeo đai đen taekwondo.

## Vinh danh
Với thành tích vô địch thế giới lứa tuổi U10 năm 2012, Nguyễn Anh Khôi được bình chọn là một trong 10 vận động viên tiêu biểu của Việt Nam năm 2012  và một trong 6 công dân trẻ tiêu biểu của Thành phố Hồ Chí Minh .